# Sternostylus investigatoris
Sternostylus investigatoris is een tienpotigensoort uit de familie van de Sternostylidae. De wetenschappelijke naam van de soort werd voor het eerst geldig gepubliceerd in 1899 door Alcock en Anderson als Ptychogaster investigatoris.